# Tianshui

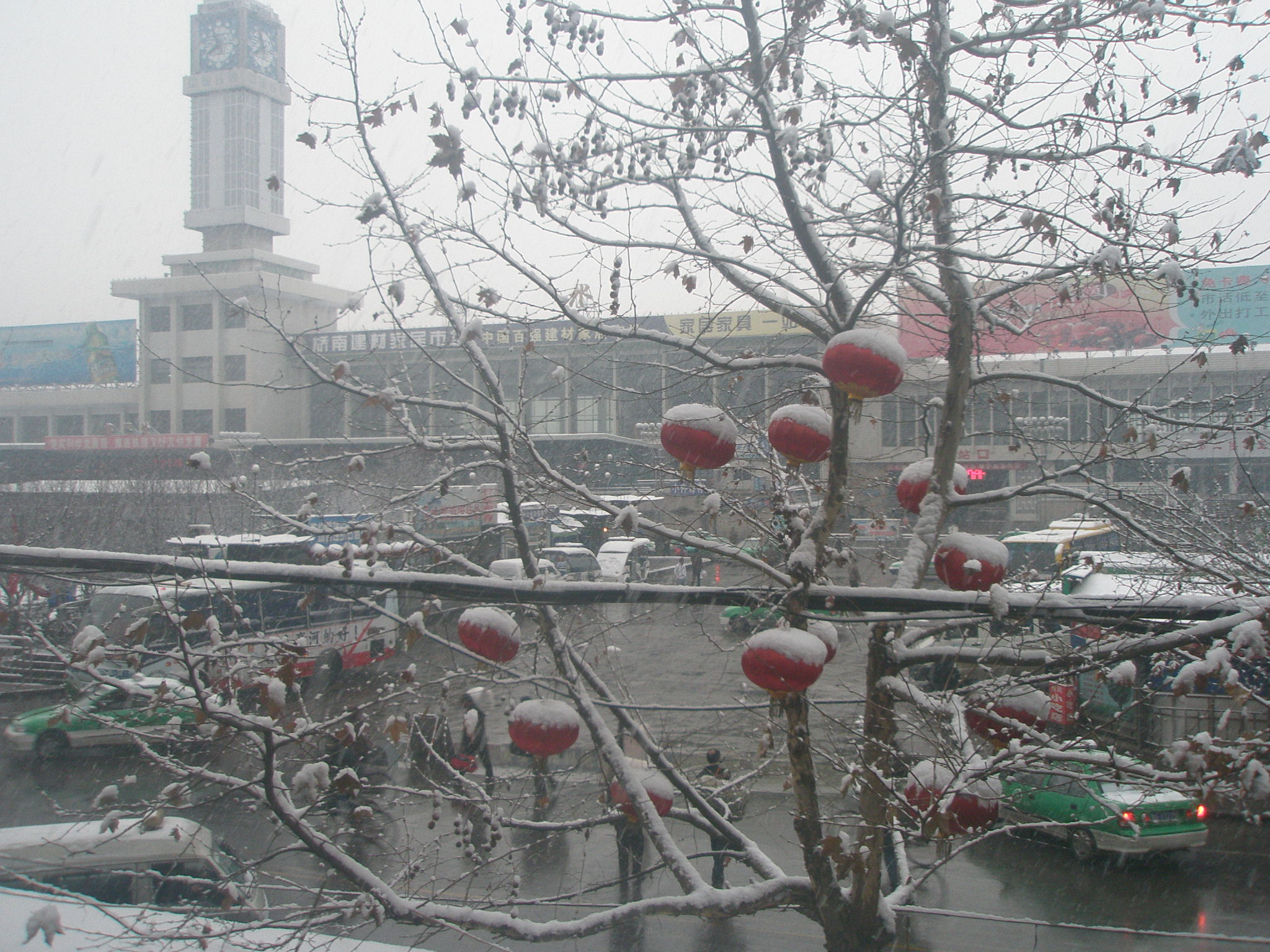
Der Bahnhof von Tianshui im Winter 2009

Tianshui (chinesisch 天水市, Pinyin Tiānshuǐ Shì – „Himmelswasser“) ist die zweitgrößte Stadt der chinesischen Provinz Gansu. Die Stadt hat eine Fläche von 14.359 km² und 3.354.900 Einwohner (Stand: Ende 2018). In dem eigentlichen städtischen Siedlungsgebiet von Tianshui leben 544.441 Personen (Zensus 2010).
Tianshui liegt an der alten Route der nördlichen Seidenstraße am Wei-Fluss. Die denkmalgeschützten Maijishan-Grotten und der daoistische Jadequellen-Tempel liegen auf ihrem Gebiet. Das Königreich der Qin, aus welchem später die Qin-Dynastie hervorging, die das chinesische Reich zum ersten Mal einte, entstammt diesem Gebiet. Tianshui ist des Weiteren eine derzeit unbesetzte katholische Diözese.

## Administrative Gliederung
Die bezirksfreie Stadt Tianshui setzt sich auf Kreisebene aus zwei Stadtbezirken, vier Kreisen und einem autonomen Kreis zusammen. Diese sind:
- Stadtbezirk Qinzhou - 秦州区 Qínzhōu Qū;
- Stadtbezirk Maiji - 麦积区 Màijī Qū;
- Kreis Qingshui - 清水县 Qīngshuǐ Xiàn;
- Kreis Qin’an - 秦安县 Qín'ān Xiàn;
- Kreis Gangu - 甘谷县 Gāngǔ Xiàn;
- Kreis Wushan - 武山县 Wǔshān Xiàn;
- Autonomer Kreis Zhangjiachuan der Hui - 张家川回族自治县 Zhāngjiāchuān Huízú Zìzhìxiàn.

## Verkehr
Die Longhai-Bahn und die Schnellfahrstrecke Xuzhou–Lanzhou verbinden Tianshui mit Lanzhou und Lianyungang.